# Argentina nos Jogos Pan-Americanos de 2023
A Argentina competiu nos Jogos Pan-Americanos de 2023 em Santiago, no Chile, de 20 de outubro a 5 de novembro de 2023. Foi a 19.ª aparição do país nos Jogos Pan-Americanos, tendo participado de todas as edições desde a estreia dos Jogos, em 1951.

## Competidores
Abaixo está a lista do número de competidores (por gênero) participando dos jogos por esporte/disciplina.
| Esporte               | Masculino | Feminino | Total |
| --------------------- | --------- | -------- | ----- |
| Badminton             | 2         | 2        | 4     |
| Basquetebol           | 16        | 16       | 32    |
| Boxe                  | 1         | 1        | 2     |
| Canoagem              | 11        | 11       | 22    |
| Caratê                | 3         | 3        | 6     |
| Ciclismo              | 15        | 11       | 26    |
| Esgrima               | 10        | 10       | 20    |
| Esqui aquático        | 1         | 1        | 6     |
| Futebol               | 0         | 18       | 18    |
| Ginástica             | 7         | 9        | 16    |
| Handebol              | 14        | 14       | 28    |
| Hipismo               |           |          | 12    |
| Hóquei sobre a grama  | 16        | 16       | 32    |
| Judô                  | 1         | 0        | 0     |
| Levantamento de peso  | 3         | 2        | 5     |
| Lutas                 | 6         | 2        | 8     |
| Natação artística     | —         | 2        | 2     |
| Patinação sobre rodas | 3         | 3        | 6     |
| Pelota basca          | 6         | 4        | 10    |
| Pentatlo moderno      | 3         | 3        | 6     |
| Polo aquático         | 11        | 11       | 22    |
| Raquetebol            | 2         | 3        | 5     |
| Remo                  | 10        | 10       | 21*   |
| Rugby sevens          | 12        | 0        | 12    |
| Squash                | 3         | 0        | 3     |
| Surfe                 | 4         | 3        | 7     |
| Taekwondo             | 4         | 2        | 6     |
| Tênis                 | 1         | 1        | 2     |
| Tênis de mesa         | 4         | 3        | 7     |
| Tiro com arco         | 2         | 1        | 3     |
| Tiro esportivo        | 10        | 4        | 14    |
| Triatlo               | 2         | 2        | 4     |
| Vela                  | 9         | 10       | 19    |
| Voleibol              | 12        | 12       | 24    |
| Total                 | 204       | 190      | 411   |

## Basquetebol
5x5

### Masculino
A Argentina classificou uma equipe masculina (de 12 atletas) após conquistar a Copa América de Basquetebol Masculino de 2022.
Sumário
| Equipe              | Evento    | Fase de grupos       | Fase de grupos       | Fase de grupos       | Fase de grupos | Semifinal            | Final / MB / Po.     | Final / MB / Po. |
| Equipe              | Evento    | Adversário Resultado | Adversário Resultado | Adversário Resultado | Posição        | Adversário Resultado | Adversário Resultado | Posição          |
| ------------------- | --------- | -------------------- | -------------------- | -------------------- | -------------- | -------------------- | -------------------- | ---------------- |
| Argentina masculino | Masculino |                      |                      |                      |                |                      |                      |                  |

### Feminino
A Argentina classificou um time feminino (de 12 atletas) por ter finalizado em sétimo na Copa América de Basquetebol Feminino de 2023.
Sumário
| Equipe             | Evento   | Fase de grupos       | Fase de grupos       | Fase de grupos       | Fase de grupos | Semifinal            | Final / MB / Po.     | Final / MB / Po. |
| Equipe             | Evento   | Adversário Resultado | Adversário Resultado | Adversário Resultado | Posição        | Adversário Resultado | Adversário Resultado | Posição          |
| ------------------ | -------- | -------------------- | -------------------- | -------------------- | -------------- | -------------------- | -------------------- | ---------------- |
| Argentina feminino | Feminino |                      |                      |                      |                |                      |                      |                  |

3x3

### Masculino
A Argentina qualificou uma equipe masculina (de 4 atletas) após terminar entre as seis melhores nações do ranking mundial de 3x3 da FIBA, não qualificadas previamente.
Sumário
| Equipe              | Evento    | Fase preliminar      | Fase preliminar      | Fase preliminar      | Fase preliminar      | Fase preliminar      | Fase preliminar | Semifinal            | Final / MB / Po.     | Final / MB / Po. |
| Equipe              | Evento    | Adversário Resultado | Adversário Resultado | Adversário Resultado | Adversário Resultado | Adversário Resultado | Posição         | Adversário Resultado | Adversário Resultado | Posição          |
| ------------------- | --------- | -------------------- | -------------------- | -------------------- | -------------------- | -------------------- | --------------- | -------------------- | -------------------- | ---------------- |
| Argentina masculino | Masculino |                      |                      |                      |                      |                      |                 |                      |                      |                  |

### Feminino
A Argentina qualificou uma equipe feminina (de 4 atletas) após terminar entre as seis melhores nações do ranking mundial de 3x3 da FIBA, não qualificadas previamente.
Sumário
| Equipe             | Evento   | Fase preliminar      | Fase preliminar      | Fase preliminar      | Fase preliminar      | Fase preliminar      | Fase preliminar | Semifinal            | Final / MB / Po.     | Final / MB / Po. |
| Equipe             | Evento   | Adversário Resultado | Adversário Resultado | Adversário Resultado | Adversário Resultado | Adversário Resultado | Posição         | Adversário Resultado | Adversário Resultado | Posição          |
| ------------------ | -------- | -------------------- | -------------------- | -------------------- | -------------------- | -------------------- | --------------- | -------------------- | -------------------- | ---------------- |
| Argentina feminino | Feminino |                      |                      |                      |                      |                      |                 |                      |                      |                  |

## Boxe
A Argentina classificou dois boxeadores (um homem e uma mulher) após atingir a final dos Jogos Sul-Americanos de 2022.
Masculino
| Atleta            | Evento | Quartas-de-final     | Semifinal            | Final                | Final   |
| Atleta            | Evento | Adversário Resultado | Adversário Resultado | Adversário Resultado | Posição |
| ----------------- | ------ | -------------------- | -------------------- | -------------------- | ------- |
| Benjamín Escudero | –80 kg |                      |                      |                      |         |

Feminino
| Atleta      | Evento | Quartas-de-final     | Semifinal            | Final                | Final   |
| Atleta      | Evento | Adversário Resultado | Adversário Resultado | Adversário Resultado | Posição |
| ----------- | ------ | -------------------- | -------------------- | -------------------- | ------- |
| Lucía Pérez | –66 kg |                      |                      |                      |         |

## Canoagem

### Slalom
A Argentina classificou uma equipe completa de 6 atletas (três homens e três mulheres).
| Atleta | Evento                | Rodada preliminar | Rodada preliminar | Rodada preliminar | Semifinal | Semifinal | Final | Final   |
| Atleta | Evento                | Descida 1         | Descida 2         | Posição           | Tempo     | Posição   | Tempo | Posição |
| ------ | --------------------- | ----------------- | ----------------- | ----------------- | --------- | --------- | ----- | ------- |
|        | C-1 masculino         |                   |                   |                   |           |           |       |         |
|        | K-1 masculino         |                   |                   |                   |           |           |       |         |
|        | K-1 extremo masculino |                   | —                 |                   |           |           |       |         |
|        | C-1 feminino          |                   |                   |                   |           |           |       |         |
|        | K-1 feminino          |                   |                   |                   |           |           |       |         |
|        | K-1 extremo feminino  |                   | —                 |                   |           |           |       |         |

### Velocidade
A Argentina classificou um total de 16 canoístas de velocidade (oito homens e oito mulheres).
Masculino
| Atleta         | Evento     | Eliminatória | Eliminatória | Semifinal | Semifinal | Final | Final   |
| Atleta         | Evento     | Tempo        | Posição      | Tempo     | Posição   | Tempo | Posição |
| -------------- | ---------- | ------------ | ------------ | --------- | --------- | ----- | ------- |
|                | C-1 1000 m |              |              |           |           |       |         |
|                | C-2 500 m  |              |              |           |           |       |         |
| Valentin Rossi | K-1 1000 m |              |              |           |           |       |         |
|                | K-1 1000 m |              |              |           |           |       |         |
|                | K-2 500 m  |              |              |           |           |       |         |
|                | K-4 500 m  | —            | —            | —         | —         |       |         |

Feminino
| Atleta | Evento    | Eliminatória | Eliminatória | Semifinal | Semifinal | Final | Final   |
| Atleta | Evento    | Tempo        | Posição      | Tempo     | Posição   | Tempo | Posição |
| ------ | --------- | ------------ | ------------ | --------- | --------- | ----- | ------- |
|        | C-1 200 m |              |              |           |           |       |         |
|        | C-2 500 m |              |              |           |           |       |         |
|        | K-1 500 m |              |              |           |           |       |         |
|        | K-2 500 m |              |              |           |           |       |         |
|        | K-4 500 m | —            | —            | —         | —         |       |         |

## Caratê
A Argentina qualificou uma equipe de seis caratecas (três homens e três mulheres) nos Jogos Sul-Americanos de 2022.
Kumite
| Atleta | Evento           | Fase de grupos       | Fase de grupos       | Fase de grupos       | Fase de grupos | Semifinal            | Final                | Final   |
| Atleta | Evento           | Adversário Resultado | Adversário Resultado | Adversário Resultado | Posição        | Adversário Resultado | Adversário Resultado | Posição |
| ------ | ---------------- | -------------------- | -------------------- | -------------------- | -------------- | -------------------- | -------------------- | ------- |
|        | −67 kg masculino |                      |                      |                      |                |                      |                      |         |
|        | +84 kg masculino |                      |                      |                      |                |                      |                      |         |
|        | −50 kg feminino  |                      |                      |                      |                |                      |                      |         |
|        | −55 kg feminino  |                      |                      |                      |                |                      |                      |         |
|        | −61 kg feminino  |                      |                      |                      |                |                      |                      |         |

Kata
| Atleta | Evento               | Fase de grupos 1 | Fase de grupos 1 | Fase de grupos 2 | Fase de grupos 2 | Final / MB           | Final / MB |
| Atleta | Evento               | Pontuação        | Posição          | Pontuação        | Posição          | Adversário Pontuação | Posição    |
| ------ | -------------------- | ---------------- | ---------------- | ---------------- | ---------------- | -------------------- | ---------- |
|        | Individual masculino |                  |                  |                  |                  |                      |            |

## Ciclismo
A Argentina qualificou 26 ciclistas (15 homens e 11 mulheres).

### BMX
Corrida
| Atleta           | Evento    | Fase de ranqueamento | Fase de ranqueamento | Quartas-de-final | Quartas-de-final | Semifinal | Semifinal | Final | Final   |
| Atleta           | Evento    | Tempo                | Posição              | Pontos           | Posição          | Tempo     | Posição   | Tempo | Posição |
| ---------------- | --------- | -------------------- | -------------------- | ---------------- | ---------------- | --------- | --------- | ----- | ------- |
|                  | Masculino |                      |                      |                  |                  |           |           |       |         |
|                  |           |                      |                      |                  |                  |           |           |       |         |
| Agustina Cavalli | Feminino  |                      |                      |                  |                  |           |           |       |         |
|                  | Feminino  |                      |                      |                  |                  |           |           |       |         |
|                  | Feminino  |                      |                      |                  |                  |           |           |       |         |

Estilo livre
| Atleta | Evento    | Chaveamento | Chaveamento | Final  | Final   |
| Atleta | Evento    | Pontos      | Posição     | Pontos | Posição |
| ------ | --------- | ----------- | ----------- | ------ | ------- |
|        | Masculino |             |             |        |         |
|        | Feminino  |             |             |        |         |

### Estrada
A Argentina classificou três ciclistas de estrada através do Campeonato Pan-Americano de 2023.
| Atleta | Evento                       | Tempo | Posição |
| ------ | ---------------------------- | ----- | ------- |
|        | Contra o relógio masculino   |       |         |
|        | Corrida em estrada masculina |       |         |
|        | Corrida em estrada feminina  |       |         |

### Mountain bike
A Argentina qualificou quatro atletas durante o Campeonato Pan-Americano de 2023.
| Atleta | Evento                  | Tempo | Posição |
| ------ | ----------------------- | ----- | ------- |
|        | Cross-country masculino |       |         |
|        |                         |       |         |
|        | Cross-country feminino  |       |         |
|        |                         |       |         |

### Pista
Velocidade
| Atleta | Evento               | Classificação | Classificação | Oitavas-de-final | Repescagem 1     | Quartas-de-final     | Semifinais           | Final                | Final   |
| Atleta | Evento               | Tempo         | Posição       | Adversário Tempo | Adversário Tempo | Adversário Resultado | Adversário Resultado | Adversário Resultado | Posição |
| ------ | -------------------- | ------------- | ------------- | ---------------- | ---------------- | -------------------- | -------------------- | -------------------- | ------- |
|        | Individual masculino |               |               |                  |                  |                      |                      |                      |         |
|        | Individual feminino  |               |               |                  |                  |                      |                      |                      |         |
|        |                      |               |               |                  |                  |                      |                      |                      |         |
|        | Equipe feminina      |               |               | —                | —                | —                    | —                    |                      |         |

Perseguição
| Atleta | Evento           | Classificação | Classificação | Semifinais           | Finais               | Finais  |
| Atleta | Evento           | Tempo         | Posição       | Adversário Resultado | Adversário Resultado | Posição |
| ------ | ---------------- | ------------- | ------------- | -------------------- | -------------------- | ------- |
|        | Equipe masculina |               |               |                      |                      |         |

Keirin
| Atleta | Evento    | Eliminatórias | Repescagem | Final   |
| Atleta | Evento    | Posição       | Posição    | Posição |
| ------ | --------- | ------------- | ---------- | ------- |
|        | Masculino |               |            |         |
|        | Feminino  |               |            |         |

Madison
| Atleta | Evento    | Pontos | Posição |
| ------ | --------- | ------ | ------- |
|        | Masculino |        |         |

Omnium
| Atleta | Evento    | Scratch race | Scratch race | Corrida por tempo | Corrida por tempo | Corrida de eliminação | Corrida de eliminação | Corrida por pontos | Corrida por pontos | Total  | Total   |
| Atleta | Evento    | Pontos       | Posição      | Pontos            | Posição           | Pontos                | Posição               | Pontos             | Posição            | Pontos | Posição |
| ------ | --------- | ------------ | ------------ | ----------------- | ----------------- | --------------------- | --------------------- | ------------------ | ------------------ | ------ | ------- |
|        | Masculino |              |              |                   |                   |                       |                       |                    |                    |        |         |
|        | Feminino  |              |              |                   |                   |                       |                       |                    |                    |        |         |

## Esgrima
A Argentina classificou uma equipe completa de 18 esgrimistas (nove homens e nove mulheres), após todas as seis equipes terminarem entre os sete primeiros no Campeonato Pan-Americano de Esgrima de 2022 em Assunção, Paraguai. Dante Cerquetti e Candela Espinosa Veloso também se classificaram após conquistarem a medalha de ouro nos Jogos Pan-Americanos Júnior de 2021 em Cali, Colômbia. Isso significa que o tamanho da equipe será de 20 esgrimistas (10 por gênero).
Individual
Masculino
| Atleta          | Evento  | Fase de grupos | Fase de grupos | Oitavas-de-final     | Quartas-de-final     | Semifinais           | Final                | Final     |
| Atleta          | Evento  | Vitórias       | Chaveamento    | Adversário Resultado | Adversário Resultado | Adversário Resultado | Adversário Resultado | Pontuação |
| --------------- | ------- | -------------- | -------------- | -------------------- | -------------------- | -------------------- | -------------------- | --------- |
|                 | Espada  |                |                |                      |                      |                      |                      |           |
|                 |         |                |                |                      |                      |                      |                      |           |
| Dante Cerquetti | Florete |                |                |                      |                      |                      |                      |           |
|                 | Florete |                |                |                      |                      |                      |                      |           |
|                 | Florete |                |                |                      |                      |                      |                      |           |
|                 | Sabre   |                |                |                      |                      |                      |                      |           |
|                 |         |                |                |                      |                      |                      |                      |           |

Women
| Athlete                 | Event   | Pool Round | Pool Round | Round of 16      | Quarterfinals    | Semifinals       | Final            | Final |
| Athlete                 | Event   | Victories  | Seed       | Opposition Score | Opposition Score | Opposition Score | Opposition Score | Rank  |
| ----------------------- | ------- | ---------- | ---------- | ---------------- | ---------------- | ---------------- | ---------------- | ----- |
|                         | Espada  |            |            |                  |                  |                  |                  |       |
|                         |         |            |            |                  |                  |                  |                  |       |
|                         | Florete |            |            |                  |                  |                  |                  |       |
|                         |         |            |            |                  |                  |                  |                  |       |
| Candela Espinosa Veloso | Sabre   |            |            |                  |                  |                  |                  |       |
|                         | Sabre   |            |            |                  |                  |                  |                  |       |
|                         | Sabre   |            |            |                  |                  |                  |                  |       |

Equipe
| Atleta | Evento            | Quartas-de-final     | Semifinais/Consolação | Final / MB / Po      | Final / MB / Po |
| Atleta | Evento            | Adversário Resultado | Adversário Resultado  | Adversário Resultado | Posição         |
| ------ | ----------------- | -------------------- | --------------------- | -------------------- | --------------- |
|        | Espada masculino  |                      |                       |                      |                 |
|        | Florete masculino |                      |                       |                      |                 |
|        | Sabre masculino   |                      |                       |                      |                 |
|        | Espada feminino   |                      |                       |                      |                 |
|        | Florete feminino  |                      |                       |                      |                 |
|        | Sabre feminino    |                      |                       |                      |                 |

## Esqui aquático
A Argentina classificou dois wakeboarders (um de cada gênero) durante o Campeonato Pan-Americano de 2022.
A Argentina também classificou quatro esquiadores aquáticos após o Campeonato Pan-Americano de Esqui Aquático de 2022.
Esqui aquático
Masculino
| Atleta | Evento  | Preliminar | Preliminar | Final  | Final | Final   | Final | Final |
| Atleta | Evento  | Resultado  | Posição    | Slalom | Rampa | Truques | Total | Rank  |
| ------ | ------- | ---------- | ---------- | ------ | ----- | ------- | ----- | ----- |
|        | Slalom  |            |            |        |       |         |       |       |
|        | Rampa   |            |            |        |       |         |       |       |
|        | Truques |            |            |        |       |         |       |       |
|        | Geral   |            |            |        |       |         |       |       |

Feminino
| Atleta | Evento  | Preliminar | Preliminar | Final  | Final | Final   | Final | Final |
| Atleta | Evento  | Resultado  | Posição    | Slalom | Rampa | Truques | Total | Rank  |
| ------ | ------- | ---------- | ---------- | ------ | ----- | ------- | ----- | ----- |
|        | Slalom  |            |            |        |       |         |       |       |
|        | Rampa   |            |            |        |       |         |       |       |
|        | Truques |            |            |        |       |         |       |       |
|        | Geral   |            |            |        |       |         |       |       |

Wakeboard
Masculino
| Atleta | Evento    | Preliminar | Preliminar | Final  | Final  | Final   | Final | Final   |
| Atleta | Evento    | Resultado  | Posição    | Slalom | Saltos | Truques | Total | Posição |
| ------ | --------- | ---------- | ---------- | ------ | ------ | ------- | ----- | ------- |
|        | Wakeboard |            |            | —      | —      | —       |       |         |

Feminino
| Atleta | Evento    | Preliminar | Preliminar | Final  | Final  | Final   | Final | Final   |
| Atleta | Evento    | Resultado  | Posição    | Slalom | Saltos | Truques | Total | Posição |
| ------ | --------- | ---------- | ---------- | ------ | ------ | ------- | ----- | ------- |
|        | Wakeboard |            |            | —      | —      | —       |       |         |

## Futebol

### Feminino
A Argentina classificou uma equipe feminina (de 18 atletas) após terminar em sexto na Copa América Feminina de 2022, na Colômbia.
Sumário
Key:
- A.T.E – Após tempo extra.
- P – Partida decidida na disputa por pênaltis.

| Equipe             | Evento   | Fase de grupos       | Fase de grupos       | Fase de grupos       | Fase de grupos | Semifinal            | Final / MB / Po.     | Final / MB / Po. |
| Equipe             | Evento   | Adversário Resultado | Adversário Resultado | Adversário Resultado | Posição        | Adversário Resultado | Adversário Resultado | Posição          |
| ------------------ | -------- | -------------------- | -------------------- | -------------------- | -------------- | -------------------- | -------------------- | ---------------- |
| Argentina feminino | Feminino |                      |                      |                      |                |                      |                      |                  |

## Ginástica

### Artística
A Argentina qualificou uma equipe completa de 10 ginastas (cinco homens e cinco mulheres) através do Campeonato Pan-Americano de 2023.
Masculino
Classificação individual e por equipes
| Atleta         | Evento | Final    | Final    | Final    | Final    | Final    | Final    | Final | Final   |
| Atleta         | Evento | Aparelho | Aparelho | Aparelho | Aparelho | Aparelho | Aparelho | Total | Posição |
| Atleta         | Evento | S        | CA       | A        | Sa       | BP       | BF       | Total | Posição |
| -------------- | ------ | -------- | -------- | -------- | -------- | -------- | -------- | ----- | ------- |
| Vahe Petrosyan | Equipe |          |          |          |          |          |          |       |         |
|                | Equipe |          |          |          |          |          |          |       |         |
|                | Equipe |          |          |          |          |          |          |       |         |
|                | Equipe |          |          |          |          |          |          |       |         |
|                | Equipe |          |          |          |          |          |          |       |         |
| Total          | Equipe |          |          |          |          |          |          |       |         |

Legenda de classificação: Q = Classificado para a final por aparelhos
Feminino
Classificação individual e por equipes
| Atleta       | Evento | Final    | Final    | Final    | Final    | Final | Final   |
| Atleta       | Evento | Aparelho | Aparelho | Aparelho | Aparelho | Total | Posição |
| Atleta       | Evento | Sa       | BA       | TE       | S        | Total | Posição |
| ------------ | ------ | -------- | -------- | -------- | -------- | ----- | ------- |
| Katelyn Jong | Equipe |          |          |          |          |       |         |
|              | Equipe |          |          |          |          |       |         |
|              | Equipe |          |          |          |          |       |         |
|              | Equipe |          |          |          |          |       |         |
|              | Equipe |          |          |          |          |       |         |
| Total        | Equipe |          |          |          |          |       |         |

Legenda de classificação: Q = Classificado para a final por aparelhos

### Rítmica
A Argentina qualificou duas ginastas rítmicas no individual.
Individual
| Atleta | Evento           | Aparelho | Aparelho | Aparelho | Aparelho | Total     | Total   |
| Atleta | Evento           | Bola     | Maças    | Arco     | Fita     | Resultado | Posição |
| ------ | ---------------- | -------- | -------- | -------- | -------- | --------- | ------- |
|        | Individual geral |          |          |          |          |           |         |
|        |                  |          |          |          |          |           |         |
|        | Bola             |          | —        | —        | —        |           |         |
|        | Maças            | —        |          | —        | —        |           |         |
|        | Arco             | —        | —        |          | —        |           |         |
|        | Fita             | —        | —        | —        |          |           |         |

### Trampolim
A Argentina qualificou quatro atletas (dois homens e duas mulheres) através do Campeonato Pan-Americano de 2023.
| Atleta | Evento    | Classificação | Classificação | Final     | Final   |
| Atleta | Evento    | Resultado     | Posição       | Resultado | Posição |
| ------ | --------- | ------------- | ------------- | --------- | ------- |
|        | Masculino |               |               |           |         |
|        |           |               |               |           |         |
|        | Feminino  |               |               |           |         |
|        |           |               |               |           |         |

## Handebol

### Masculino
A Argentina classificou uma equipe masculina (de 14 atletas) após vencer os Jogos Sul-Americanos de 2022.
Sumário
| Equipe              | Evento    | Fase de grupos       | Fase de grupos       | Fase de grupos       | Fase de grupos | Semifinal            | Final / MB / Po.     | Final / MB / Po. |
| Equipe              | Evento    | Adversário Resultado | Adversário Resultado | Adversário Resultado | Posição        | Adversário Resultado | Adversário Resultado | Posição          |
| ------------------- | --------- | -------------------- | -------------------- | -------------------- | -------------- | -------------------- | -------------------- | ---------------- |
| Argentina masculino | Masculino |                      |                      |                      |                |                      |                      |                  |

### Feminino
A Argentina classificou uma equipe feminina (de 14 atletas) após vencer os Jogos Pan-Americanos Júnior de 2021.
Sumário
| Equipe             | Evento   | Fase de grupos       | Fase de grupos       | Fase de grupos       | Fase de grupos | Semifinal            | Final / MB / Po.     | Final / MB / Po. |
| Equipe             | Evento   | Adversário Resultado | Adversário Resultado | Adversário Resultado | Posição        | Adversário Resultado | Adversário Resultado | Posição          |
| ------------------ | -------- | -------------------- | -------------------- | -------------------- | -------------- | -------------------- | -------------------- | ---------------- |
| Argentina feminino | Feminino |                      |                      |                      |                |                      |                      |                  |

## Hipismo
A Argentina classificou uma equipe completa de 12 ginetes (quatro no Adestramento, no CCE e nos Saltos).

### Adestramento
| Atleta | Cavalo | Evento     | Classificação                 | Classificação                 | Classificação                       | Classificação                       | Classificação | Classificação | Grand Prix Freestyle / Intermediate I Freestyle | Grand Prix Freestyle / Intermediate I Freestyle |
| Atleta | Cavalo | Evento     | Grand Prix / Prix St. Georges | Grand Prix / Prix St. Georges | Grand Prix Special / Intermediate I | Grand Prix Special / Intermediate I | Total         | Total         | Grand Prix Freestyle / Intermediate I Freestyle | Grand Prix Freestyle / Intermediate I Freestyle |
| Atleta | Cavalo | Evento     | Resultado                     | Posição                       | Resultado                           | Posição                             | Resultado     | Posição       | Resultado                                       | Posição                                         |
| ------ | ------ | ---------- | ----------------------------- | ----------------------------- | ----------------------------------- | ----------------------------------- | ------------- | ------------- | ----------------------------------------------- | ----------------------------------------------- |
|        |        | Individual |                               |                               |                                     |                                     |               |               |                                                 |                                                 |
|        |        |            |                               |                               |                                     |                                     |               |               |                                                 |                                                 |
|        |        |            |                               |                               |                                     |                                     |               |               |                                                 |                                                 |
|        |        |            |                               |                               |                                     |                                     |               |               |                                                 |                                                 |
|        |        | Equipe     |                               |                               |                                     |                                     |               |               | —                                               | —                                               |

### CCE
| Atleta | Cavalo | Evento     | Adestramento | Adestramento | Cross-country | Cross-country | Saltos | Saltos  | Total  | Total   |
| Atleta | Cavalo | Evento     | Pontos       | Posição      | Pontos        | Posição       | Pontos | Posição | Pontos | Posição |
| ------ | ------ | ---------- | ------------ | ------------ | ------------- | ------------- | ------ | ------- | ------ | ------- |
|        |        | Individual |              |              |               |               |        |         |        |         |
|        |        |            |              |              |               |               |        |         |        |         |
|        |        |            |              |              |               |               |        |         |        |         |
|        |        |            |              |              |               |               |        |         |        |         |
|        |        | Equipe     |              |              |               |               |        |         |        |         |

### Saltos
| Atleta | Cavalo | Evento     | Classificação | Classificação | Classificação | Classificação | Classificação | Classificação | Classificação | Classificação | Final    | Final    | Final    | Final    | Final  | Final   |
| Atleta | Cavalo | Evento     | Rodada 1      | Rodada 1      | Rodada 2      | Rodada 2      | Rodada 3      | Rodada 3      | Total         | Total         | Rodada A | Rodada A | Rodada B | Rodada B | Total  | Total   |
| Atleta | Cavalo | Evento     | Faltas        | Posição       | Faltas        | Posição       | Faltas        | Posição       | Faltas        | Posição       | Faltas   | Posição  | Faltas   | Posição  | Faltas | Posição |
| ------ | ------ | ---------- | ------------- | ------------- | ------------- | ------------- | ------------- | ------------- | ------------- | ------------- | -------- | -------- | -------- | -------- | ------ | ------- |
|        |        | Individual |               |               |               |               |               |               |               |               |          |          |          |          |        |         |
|        |        |            |               |               |               |               |               |               |               |               |          |          |          |          |        |         |
|        |        |            |               |               |               |               |               |               |               |               |          |          |          |          |        |         |
|        |        |            |               |               |               |               |               |               |               |               |          |          |          |          |        |         |
|        |        | Equipes    |               |               |               |               |               |               |               |               | —        | —        | —        | —        | —      | —       |

## Hóquei sobre grama

### Masculino
A Argentina classificou uma equipe masculina (de 16 atletas) após vencer os Jogos Sul-Americanos de 2022.
Sumário
| Equipe              | Evento    | Fase preliminar      | Fase preliminar      | Fase preliminar      | Fase preliminar | Quartas-de-final     | Semifinal            | Final / MB / Po.     | Final / MB / Po. |
| Equipe              | Evento    | Adversário Resultado | Adversário Resultado | Adversário Resultado | Posição         | Adversário Resultado | Adversário Resultado | Adversário Resultado | Posição          |
| ------------------- | --------- | -------------------- | -------------------- | -------------------- | --------------- | -------------------- | -------------------- | -------------------- | ---------------- |
| Argentina masculino | Masculino |                      |                      |                      |                 |                      |                      |                      |                  |

### Feminino
A Argentina classificou uma equipe feminina (de 16 atletas) após ficar em segundo nos Jogos Sul-Americanos de 2022.
Sumário
| Equipe             | Evento   | Fase preliminar      | Fase preliminar      | Fase preliminar      | Fase preliminar | Quartas-de-final     | Semifinal            | Final / MB / Po.     | Final / MB / Po. |
| Equipe             | Evento   | Adversário Resultado | Adversário Resultado | Adversário Resultado | Posição         | Adversário Resultado | Adversário Resultado | Adversário Resultado | Posição          |
| ------------------ | -------- | -------------------- | -------------------- | -------------------- | --------------- | -------------------- | -------------------- | -------------------- | ---------------- |
| Argentina feminino | Feminino |                      |                      |                      |                 |                      |                      |                      |                  |

## Judô
A Argentina classificou um judoca após vencer sua categoria nos Jogos Pan-Americanos Júnior de 2021.
Masculino
| Atleta              | Evento | Oitavas-de-final     | Quartas-de-final     | Semifinais           | Repescagem           | Final / MB           | Final / MB |
| Atleta              | Evento | Adversário Resultado | Adversário Resultado | Adversário Resultado | Adversário Resultado | Adversário Resultado | Posição    |
| ------------------- | ------ | -------------------- | -------------------- | -------------------- | -------------------- | -------------------- | ---------- |
| Agustin Nicolas Gil | −81 kg |                      |                      |                      |                      |                      |            |

## Levantamento de peso
A Argentina classificou cinco halterofilistas (três homens e duas mulheres).
| Atleta | Evento | Arranco   | Arranco | Arremesso | Arremesso | Total | Posição |
| Atleta | Evento | Resultado | Posição | Resultado | Posição   | Total | Posição |
| ------ | ------ | --------- | ------- | --------- | --------- | ----- | ------- |
|        |        |           |         |           |           |       |         |
|        |        |           |         |           |           |       |         |
|        |        |           |         |           |           |       |         |
|        |        |           |         |           |           |       |         |
|        |        |           |         |           |           |       |         |

## Lutas
A Argentina classificou três lutadores (Livre masculino: 65 kg e 125 kg), (Livre feminino: 50 kg) através do Campeonato Pan-Americano de Lutas de 2022 realizado em Acapulco, México.
Chave:
- VT – Vitória por queda
- PP – Decisão por pontos – derrotado com pontos técnicos.
- PO – Decisão por pontos – derrotado sem pontos técnicos.
- SP – Superioridade técnica – o derrotado com pontos técnicos e uma margem de vitória de pelo menos 9 (Greco-romana) ou 10 (livre) pontos.
- ST – Grande superioridade – o derrotado sem pontos técnicos e uma margem de vitória de pelo menos 8 (Greco-romana) ou 10 (livre) pontos.
- VA – Decisão por desistência

Masculino
| Atleta | Evento       | Quartas-de-final     | Semifinal            | Final / MB           | Final / MB |
| Atleta | Evento       | Adversário Resultado | Adversário Resultado | Adversário Resultado | Posição    |
| ------ | ------------ | -------------------- | -------------------- | -------------------- | ---------- |
|        | Livre 65 kg  |                      |                      |                      |            |
|        | Livre 125 kg |                      |                      |                      |            |

Feminino
| Atleta | Evento | Quartas-de-final     | Semifinal            | Final / MB           | Final / MB |
| Atleta | Evento | Adversário Resultado | Adversário Resultado | Adversário Resultado | Posição    |
| ------ | ------ | -------------------- | -------------------- | -------------------- | ---------- |
|        | 50 kg  |                      |                      |                      |            |

## Natação artística
A Argentina classificou uma equipe de duas nadadoras artísticas através dos Jogos Sul-Americanos de 2022.
| Atleta | Evento | Rotina técnica | Rotina técnica | Rotina livre (Final) | Rotina livre (Final) | Rotina livre (Final) | Rotina livre (Final) |
| Atleta | Evento | Pontos         | Posição        | Pontos               | Posição              | Pontos totais        | Posição              |
| ------ | ------ | -------------- | -------------- | -------------------- | -------------------- | -------------------- | -------------------- |
|        | Dueto  |                |                |                      |                      |                      |                      |

## Patinação sobre rodas

### Artística
A Argentina qualificou uma equipe de dois atletas na patinação artística (um homem e uma mulher).
| Atleta | Evento    | Programa curto | Programa curto | Programa longo | Programa longo | Total     | Total   |
| Atleta | Evento    | Pontuação      | Posição        | Pontuação      | Posição        | Pontuação | Posição |
| ------ | --------- | -------------- | -------------- | -------------- | -------------- | --------- | ------- |
|        | Masculino |                |                |                |                |           |         |
|        | Feminino  |                |                |                |                |           |         |

### Skate
A Argentina qualificou uma equipe de quatro skatistas através do Ranking Olímpico Mundial.
Masculino
| Atleta | Evento | Classificação | Classificação | Final     | Final   |
| Atleta | Evento | Pontuação     | Posição       | Pontuação | Posição |
| ------ | ------ | ------------- | ------------- | --------- | ------- |
|        | Park   |               |               |           |         |
|        | Street |               |               |           |         |

Feminino
| Atleta | Evento | Classificação | Classificação | Final     | Final   |
| Atleta | Evento | Pontuação     | Posição       | Pontuação | Posição |
| ------ | ------ | ------------- | ------------- | --------- | ------- |
|        | Park   |               |               |           |         |
|        | Street |               |               |           |         |

## Pelota basca
A Argentina classificou uma equipe de 10 atletas (seis homens e quatro mulheres) através do Campeonato Mundial de Pelota Basca de 2022 e do Torneio Pan-Americano de Pelota Basca de 2023.
Masculino
| Atleta | Evento                            | Fase preliminar   | Fase preliminar   | Fase preliminar   | Fase preliminar   | Fase preliminar | Semifinal         | Final / MB        | Posição |
| Atleta | Evento                            | Partida 1         | Partida 2         | Partida 3         | Partida 4         | Posição         | Semifinal         | Final / MB        | Posição |
| Atleta | Evento                            | Adversário Placar | Adversário Placar | Adversário Placar | Adversário Placar | Posição         | Adversário Placar | Adversário Placar | Posição |
| ------ | --------------------------------- | ----------------- | ----------------- | ----------------- | ----------------- | --------------- | ----------------- | ----------------- | ------- |
|        | Pelota de goma frontón individual |                   |                   |                   |                   |                 |                   |                   |         |
|        | Trinquete duplas                  |                   |                   |                   |                   |                 |                   |                   |         |
|        | Frontênis duplas                  |                   |                   |                   |                   |                 |                   |                   |         |
|        | Frontball                         |                   |                   |                   |                   |                 |                   |                   |         |

Feminino
| Atleta | Evento                            | Fase preliminar   | Fase preliminar   | Fase preliminar   | Fase preliminar   | Fase preliminar | Semifinal         | Final / MB        | Posição |
| Atleta | Evento                            | Partida 1         | Partida 2         | Partida 3         | Partida 4         | Posição         | Semifinal         | Final / MB        | Posição |
| Atleta | Evento                            | Adversário Placar | Adversário Placar | Adversário Placar | Adversário Placar | Posição         | Adversário Placar | Adversário Placar | Posição |
| ------ | --------------------------------- | ----------------- | ----------------- | ----------------- | ----------------- | --------------- | ----------------- | ----------------- | ------- |
|        | Pelota de goma frontón individual |                   |                   |                   |                   |                 |                   |                   |         |
|        | Trinquete duplas                  |                   |                   |                   |                   |                 |                   |                   |         |
|        | Frontball                         |                   |                   |                   |                   |                 |                   |                   |         |

## Pentatlo moderno
A Argentina classificou seis pentatletas (três homens e três mulheres).
| Atleta | Evento                | Esgrima (Espada um toque) | Esgrima (Espada um toque) | Esgrima (Espada um toque) | Esgrima (Espada um toque) | Natação (200 m nado livre) | Natação (200 m nado livre) | Natação (200 m nado livre) | Hipismo (Saltos) | Hipismo (Saltos) | Hipismo (Saltos) | Tiro / Corrida (pistola a laser 10 m / 3000 m cross-country) | Tiro / Corrida (pistola a laser 10 m / 3000 m cross-country) | Tiro / Corrida (pistola a laser 10 m / 3000 m cross-country) | Total  | Total   |
| Atleta | Evento                | V – D                     | Posição                   | Pontos                    | PB                        | Tempo                      | Posição                    | Pontos                     | Penalidades      | Posição          | Pontos           | Tempo                                                        | Posição                                                      | Pontos                                                       | Pontos | Posição |
| ------ | --------------------- | ------------------------- | ------------------------- | ------------------------- | ------------------------- | -------------------------- | -------------------------- | -------------------------- | ---------------- | ---------------- | ---------------- | ------------------------------------------------------------ | ------------------------------------------------------------ | ------------------------------------------------------------ | ------ | ------- |
|        | Masculino             |                           |                           |                           |                           |                            |                            |                            |                  |                  |                  |                                                              |                                                              |                                                              |        |         |
|        |                       |                           |                           |                           |                           |                            |                            |                            |                  |                  |                  |                                                              |                                                              |                                                              |        |         |
|        |                       |                           |                           |                           |                           |                            |                            |                            |                  |                  |                  |                                                              |                                                              |                                                              |        |         |
|        | Revezamento masculino |                           |                           |                           |                           |                            |                            |                            |                  |                  |                  |                                                              |                                                              |                                                              |        |         |
|        | Feminino              |                           |                           |                           |                           |                            |                            |                            |                  |                  |                  |                                                              |                                                              |                                                              |        |         |
|        |                       |                           |                           |                           |                           |                            |                            |                            |                  |                  |                  |                                                              |                                                              |                                                              |        |         |
|        |                       |                           |                           |                           |                           |                            |                            |                            |                  |                  |                  |                                                              |                                                              |                                                              |        |         |
|        | Revezamento feminino  |                           |                           |                           |                           |                            |                            |                            |                  |                  |                  |                                                              |                                                              |                                                              |        |         |
|        | Revezamento misto     |                           |                           |                           |                           |                            |                            |                            |                  |                  |                  |                                                              |                                                              |                                                              |        |         |

## Polo aquático

### Masculino
A Argentina classificou uma equipe feminina (de 11 atletas) após terminar em segundo nos Jogos Sul-Americanos de 2022.
Sumário
| Equipe              | Evento    | Fase de grupos       | Fase de grupos       | Fase de grupos       | Fase de grupos | Semifinal            | Final / MB / Po.     | Final / MB / Po. |
| Equipe              | Evento    | Adversário Resultado | Adversário Resultado | Adversário Resultado | Posição        | Adversário Resultado | Adversário Resultado | Posição          |
| ------------------- | --------- | -------------------- | -------------------- | -------------------- | -------------- | -------------------- | -------------------- | ---------------- |
| Argentina masculino | Masculino |                      |                      |                      |                |                      |                      |                  |

### Feminino
A Argentina classificou uma equipe feminina (de 11 atletas) após ficar em segundo nos Jogos Sul-Americanos de 2022.
Sumário
| Equipe             | Evento   | Fase de grupos       | Fase de grupos       | Fase de grupos       | Fase de grupos | Semifinal            | Final / MB / Po.     | Final / MB / Po. |
| Equipe             | Evento   | Adversário Resultado | Adversário Resultado | Adversário Resultado | Posição        | Adversário Resultado | Adversário Resultado | Posição          |
| ------------------ | -------- | -------------------- | -------------------- | -------------------- | -------------- | -------------------- | -------------------- | ---------------- |
| Argentina feminino | Feminino |                      |                      |                      |                |                      |                      |                  |

## Raquetebol
A Argentina classificou uma equipe de cinco atletas (dois homens e três mulheres).
| Atleta | Evento               | Fase de grupos       | Fase de grupos       | Fase de grupos       | Fase de grupos | Oitavas-de-final     | Quartas-de-final     | Semifinal            | Final                | Final   |
| Atleta | Evento               | Adversário Resultado | Adversário Resultado | Adversário Resultado | Posição        | Adversário Resultado | Adversário Resultado | Adversário Resultado | Adversário Resultado | Posição |
| ------ | -------------------- | -------------------- | -------------------- | -------------------- | -------------- | -------------------- | -------------------- | -------------------- | -------------------- | ------- |
|        | Individual masculino |                      |                      |                      |                |                      |                      |                      |                      |         |
|        |                      |                      |                      |                      |                |                      |                      |                      |                      |         |
|        | Individual feminino  |                      |                      |                      |                |                      |                      |                      |                      |         |
|        |                      |                      |                      |                      |                |                      |                      |                      |                      |         |
|        | Duplas masculinas    |                      |                      |                      |                |                      |                      |                      |                      |         |
|        | Duplas femininas     |                      |                      |                      |                |                      |                      |                      |                      |         |
|        | Duplas mistas        |                      |                      |                      |                |                      |                      |                      |                      |         |
|        | Equipes masculinas   | —                    | —                    | —                    | —              |                      |                      |                      |                      |         |
|        | Equipes femininas    | —                    | —                    | —                    | —              |                      |                      |                      |                      |         |

## Remo
A Argentina classificou uma equipe de 21 remadores (dez homens, dez mulheres e um timoneiro).
Masculino
| Atleta | Evento                | Eliminatória | Eliminatória | Repescagem | Repescagem | Semifinal | Semifinal | Final A/B | Final A/B |
| Atleta | Evento                | Tempo        | Posição      | Tempo      | Posição    | Tempo     | Posição   | Tempo     | Posição   |
| ------ | --------------------- | ------------ | ------------ | ---------- | ---------- | --------- | --------- | --------- | --------- |
|        | Skiff simples         |              |              |            |            |           |           |           |           |
|        | Skiff duplo           |              |              |            |            | —         | —         |           |           |
|        | Skiff quádruplo       |              |              | —          | —          | —         | —         |           |           |
|        | Dois sem              |              |              | —          | —          | —         | —         |           |           |
|        | Quatro sem            |              |              | —          | —          | —         | —         |           |           |
|        | Skiff duplo peso leve |              |              |            |            | —         | —         |           |           |

Feminino
| Atleta | Evento                | Eliminatória | Eliminatória | Repescagem | Repescagem | Semifinal | Semifinal | Final A/B | Final A/B |
| Atleta | Evento                | Tempo        | Posição      | Tempo      | Posição    | Tempo     | Posição   | Tempo     | Posição   |
| ------ | --------------------- | ------------ | ------------ | ---------- | ---------- | --------- | --------- | --------- | --------- |
|        | Skiff simples         |              |              |            |            |           |           |           |           |
|        | Skiff duplo           |              |              |            |            | —         | —         |           |           |
|        | Skiff quádruplo       |              |              | —          | —          | —         | —         |           |           |
|        | Dois sem              |              |              | —          | —          | —         | —         |           |           |
|        | Quatro sem            |              |              | —          | —          | —         | —         |           |           |
|        | Skiff duplo peso leve |              |              |            |            | —         | —         |           |           |

Misto
| Atleta | Evento   | Final | Final   |
| Atleta | Evento   | Tempo | Posição |
| ------ | -------- | ----- | ------- |
|        | Oito com |       |         |

## Rugby sevens

### Masculino
A Argentina classificou uma equipe masculina (de 12 atletas) após vencer os Jogos Sul-Americanos de 2022.
Sumário
| Equipe              | Evento    | Fase de grupos       | Fase de grupos       | Fase de grupos       | Fase de grupos | Semifinal            | Final / MB / Po.     | Final / MB / Po. |
| Equipe              | Evento    | Adversário Resultado | Adversário Resultado | Adversário Resultado | Posição        | Adversário Resultado | Adversário Resultado | Posição          |
| ------------------- | --------- | -------------------- | -------------------- | -------------------- | -------------- | -------------------- | -------------------- | ---------------- |
| Argentina masculino | Masculino |                      |                      |                      |                |                      |                      |                  |

## Squash
A Argentina qualificou uma equipe masculina de 3 atletas através dos Jogos Sul-Americanos de 2022.
Masculino
| Atleta | Evento     | Fase de grupos       | Fase de grupos       | Fase de grupos | 16-avos-de-final     | Oitavas-de-final     | Quartas-de-final     | Semifinal / Cl.      | Final / MB / Po.     | Final / MB / Po. |
| Atleta | Evento     | Adversário Resultado | Adversário Resultado | Posição        | Adversário Resultado | Adversário Resultado | Adversário Resultado | Adversário Resultado | Adversário Resultado | Posição          |
| ------ | ---------- | -------------------- | -------------------- | -------------- | -------------------- | -------------------- | -------------------- | -------------------- | -------------------- | ---------------- |
|        | Individual | —                    | —                    | —              |                      |                      |                      |                      |                      |                  |
|        | Individual | —                    | —                    | —              |                      |                      |                      |                      |                      |                  |
|        | Duplas     | —                    | —                    | —              | —                    |                      |                      |                      |                      |                  |
|        | Equipes    |                      |                      |                | —                    |                      |                      |                      |                      |                  |

## Surfe
A Argentina classificou sete surfistas (quatro homens e três mulheres).
Artístico
| Atleta | Evento               | Rodada 1             | Rodada 2             | Rodada 3             | Rodada 4             | Repescagem 1         | Repescagem 2         | Repescagem 3         | Repescagem 4         | Repescagem 5         | Final / MB           | Final / MB |
| Atleta | Evento               | Adversário Resultado | Adversário Resultado | Adversário Resultado | Adversário Resultado | Adversário Resultado | Adversário Resultado | Adversário Resultado | Adversário Resultado | Adversário Resultado | Adversário Resultado | Posição    |
| ------ | -------------------- | -------------------- | -------------------- | -------------------- | -------------------- | -------------------- | -------------------- | -------------------- | -------------------- | -------------------- | -------------------- | ---------- |
|        | Shortboard masculino |                      |                      |                      |                      |                      |                      |                      |                      |                      |                      |            |
|        |                      |                      |                      |                      |                      |                      |                      |                      |                      |                      |                      |            |
|        | Shortboard feminino  |                      |                      |                      |                      |                      |                      |                      |                      |                      |                      |            |
|        | Stand up masculino   |                      |                      |                      |                      |                      |                      |                      |                      |                      |                      |            |
|        | Stand up feminino    |                      |                      |                      |                      |                      |                      |                      |                      |                      |                      |            |

Corrida
| Atleta | Evento                     | Tempo | Posição |
| ------ | -------------------------- | ----- | ------- |
|        | Stand up corrida masculino |       |         |
|        | Stand up corrida feminino  |       |         |

## Taekwondo
A Argentina classificou seis atletas (quatro homens e duas mulheres) durante o Torneio Classificatório para os Jogos Pan-Americanos.
Kyorugi
Masculino
| Atleta | Evento | Oitavas-de-final     | Quartas-de-final     | Semifinais           | Repescagem           | Final / MB           | Final / MB |
| Atleta | Evento | Adversário Resultado | Adversário Resultado | Adversário Resultado | Adversário Resultado | Adversário Resultado | Posição    |
| ------ | ------ | -------------------- | -------------------- | -------------------- | -------------------- | -------------------- | ---------- |
|        | –58 kg |                      |                      |                      |                      |                      |            |
|        | –68 kg |                      |                      |                      |                      |                      |            |
|        | –80 kg |                      |                      |                      |                      |                      |            |
|        | +80 kg |                      |                      |                      |                      |                      |            |

Feminino
| Atleta | Evento | Oitavas-de-final     | Quartas-de-final     | Semifinais           | Repescagem           | Final / MB           | Final / MB |
| Atleta | Evento | Adversário Resultado | Adversário Resultado | Adversário Resultado | Adversário Resultado | Adversário Resultado | Posição    |
| ------ | ------ | -------------------- | -------------------- | -------------------- | -------------------- | -------------------- | ---------- |
|        | –49 kg |                      |                      |                      |                      |                      |            |
|        | –57 kg |                      |                      |                      |                      |                      |            |

## Tênis
A Argentina classificou um tenista após vencer o torneio de simples nos Jogos Sul-Americanos de 2022. A Argentina também classificou uma atleta feminina após vencer o torneio de simples nos Jogos Pan-Americanos Júnior de 2021.
Masculino
| Atleta              | Evento  | Primeira rodada      | Segunda rodada       | Oitavas-de-final     | Quartas-de-final     | Semifinal            | Final / MB           | Final / MB |
| Atleta              | Evento  | Adversário Resultado | Adversário Resultado | Adversário Resultado | Adversário Resultado | Adversário Resultado | Adversário Resultado | Posição    |
| ------------------- | ------- | -------------------- | -------------------- | -------------------- | -------------------- | -------------------- | -------------------- | ---------- |
| Facundo Díaz Acosta | Simples | Predefinição:Bye     |                      |                      |                      |                      |                      |            |

Feminina
| Atleta         | Evento  | Primeira rodada      | Segunda rodada       | Oitavas-de-final     | Quartas-de-final     | Semifinal            | Final / MB           | Final / MB |
| Atleta         | Evento  | Adversário Resultado | Adversário Resultado | Adversário Resultado | Adversário Resultado | Adversário Resultado | Adversário Resultado | Posição    |
| -------------- | ------- | -------------------- | -------------------- | -------------------- | -------------------- | -------------------- | -------------------- | ---------- |
| Luciana Moyano | Simples | Predefinição:Bye     |                      |                      |                      |                      |                      |            |

## Tênis de mesa
A Argentina classificou um atleta extra após vencer o evento individual dos Jogos Pan-Americanos Júnior de 2021 A Argentina classificou uma equipe completa de seis atletas (três homens e três mulheres) através dos Jogos Sul-Americanos de 2022.
Masculino
| Atleta           | Evento     | Fase de grupos       | Fase de grupos       | Fase de grupos       | Fase de grupos | Primeira rodada      | Segunda rodada       | Quartas-de-final     | Semifinal            | Final / MB           | Final / MB |
| Atleta           | Evento     | Adversário Resultado | Adversário Resultado | Adversário Resultado | Posição        | Adversário Resultado | Adversário Resultado | Adversário Resultado | Adversário Resultado | Adversário Resultado | Posição    |
| ---------------- | ---------- | -------------------- | -------------------- | -------------------- | -------------- | -------------------- | -------------------- | -------------------- | -------------------- | -------------------- | ---------- |
| Santiago Lorenzo | Individual | —                    | —                    | —                    | —              | —                    |                      |                      |                      |                      |            |
|                  | Individual | —                    |                      |                      |                |                      |                      |                      |                      |                      |            |
|                  | Individual | —                    |                      |                      |                |                      |                      |                      |                      |                      |            |
|                  | Dupla      | —                    | —                    | —                    | —              | —                    | —                    |                      |                      |                      |            |
|                  | Equipe     | —                    |                      |                      |                | —                    | —                    |                      |                      |                      |            |

Feminino
| Atleta | Evento     | Fase de grupos       | Fase de grupos       | Fase de grupos       | Fase de grupos | Primeira rodada      | Segunda rodada       | Quartas-de-final     | Semifinal            | Final / MB           | Final / MB |
| Atleta | Evento     | Adversário Resultado | Adversário Resultado | Adversário Resultado | Posição        | Adversário Resultado | Adversário Resultado | Adversário Resultado | Adversário Resultado | Adversário Resultado | Posição    |
| ------ | ---------- | -------------------- | -------------------- | -------------------- | -------------- | -------------------- | -------------------- | -------------------- | -------------------- | -------------------- | ---------- |
|        | Individual | —                    | —                    | —                    | —              |                      |                      |                      |                      |                      |            |
|        | Individual | —                    |                      |                      |                |                      |                      |                      |                      |                      |            |
|        | Dupla      | —                    | —                    | —                    | —              | —                    | —                    |                      |                      |                      |            |
|        | Equipe     | —                    |                      |                      |                | —                    | —                    |                      |                      |                      |            |

Misto
| Atleta | Evento | Primeira rodada      | Quartas-de-final     | Semifinal            | Final / MB           | Final / MB |
| Atleta | Evento | Adversário Resultado | Adversário Resultado | Adversário Resultado | Adversário Resultado | Posição    |
| ------ | ------ | -------------------- | -------------------- | -------------------- | -------------------- | ---------- |
|        | Dupla  |                      |                      |                      |                      |            |

## Tiro com arco
A Argentina classificou um arqueiro após vencer o composto individual nos Jogos Sul-Americanos de 2022. A Argentina também classificou um arqueiro masculino no recurvo individual durante o Campeonato Pan-Americano de Tiro com Arco de 2022. A Argentina classificou uma arqueira durante a Copa Merengue de 2023.
| Atleta | Evento                        | Fase de ranqueamento | Fase de ranqueamento | 16-avos-de-final     | Oitavas-de-final     | Quartas-de-final     | Semifinais           | Final / MB           | Rank |
| Atleta | Evento                        | Pontuação            | Chaveamento          | Adversário Pontuação | Adversário Pontuação | Adversário Pontuação | Adversário Pontuação | Adversário Pontuação | Rank |
| ------ | ----------------------------- | -------------------- | -------------------- | -------------------- | -------------------- | -------------------- | -------------------- | -------------------- | ---- |
|        | Recurvo individual masculino  |                      |                      |                      |                      |                      |                      |                      |      |
|        | Recurvo individual feminino   |                      |                      |                      |                      |                      |                      |                      |      |
|        | Composto individual masculino |                      |                      |                      |                      |                      |                      |                      |      |
|        | Recurvo equipes               |                      |                      | —                    | —                    |                      |                      |                      |      |

## Tiro esportivo
A Argentina classificou um total de 10 atiradores esportivos no Campeonato das Américas de Tiro de 2022. A Argentina também classificou quatro atiradores através dos Jogos Sul-Americanos de 2022.
Masculino
Pistola e carabina
| Atleta | Evento                      | Classificação | Classificação | Final  | Final   |
| Atleta | Evento                      | Pontos        | Posição       | Pontos | Posição |
| ------ | --------------------------- | ------------- | ------------- | ------ | ------- |
|        | Pistola de ar 10 m          |               |               |        |         |
|        | Tiro rápido 25 m            |               |               |        |         |
|        | Carabina de ar 10 m         |               |               |        |         |
|        |                             |               |               |        |         |
|        | Carabina três posições 50 m |               |               |        |         |
|        |                             |               |               |        |         |

Espingarda
| Atleta | Evento         | Classificação | Classificação | Semifinal | Semifinal | Final / MB           | Final / MB |
| Atleta | Evento         | Pontos        | Posição       | Pontos    | Posição   | Adversário Resultado | Posição    |
| ------ | -------------- | ------------- | ------------- | --------- | --------- | -------------------- | ---------- |
|        | Fossa olímpica |               |               |           |           |                      |            |
|        |                |               |               |           |           |                      |            |
|        | Skeet          |               |               |           |           |                      |            |
|        |                |               |               |           |           |                      |            |

Feminino
Pistola e carabina
| Atleta | Evento                      | Classificação | Classificação | Final  | Final   |
| Atleta | Evento                      | Pontos        | Posição       | Pontos | Posição |
| ------ | --------------------------- | ------------- | ------------- | ------ | ------- |
|        | Carabina de ar 10 m         |               |               |        |         |
|        |                             |               |               |        |         |
|        | Carabina três posições 50 m |               |               |        |         |
|        |                             |               |               |        |         |

## Vela
A Argentina classificou 13 barcos para um total de 19 velejadores.
Masculino
| Atleta | Evento | Regata | Regata | Regata | Regata | Regata | Regata | Regata | Regata | Regata | Regata | Regata | Regata | Regata | Total  | Total   |
| Atleta | Evento | 1      | 2      | 3      | 4      | 5      | 6      | 7      | 8      | 9      | 10     | 11     | 12     | M      | Pontos | Posição |
| ------ | ------ | ------ | ------ | ------ | ------ | ------ | ------ | ------ | ------ | ------ | ------ | ------ | ------ | ------ | ------ | ------- |
|        | IQFoil |        |        |        |        |        |        |        |        |        |        |        |        |        |        |         |
|        |        |        |        |        |        |        |        |        |        |        |        |        |        |        |        |         |
|        | Laser  |        |        |        |        |        |        |        |        |        |        | —      | —      |        |        |         |
|        | 49er   |        |        |        |        |        |        |        |        |        |        |        |        |        |        |         |
|        | Kites  |        |        |        |        |        |        |        |        |        |        |        |        |        |        |         |

Masculino
| Atleta | Evento       | Regata | Regata | Regata | Regata | Regata | Regata | Regata | Regata | Regata | Regata | Regata | Regata | Regata | Total  | Total   |
| Atleta | Evento       | 1      | 2      | 3      | 4      | 5      | 6      | 7      | 8      | 9      | 10     | 11     | 12     | M      | Pontos | Posição |
| ------ | ------------ | ------ | ------ | ------ | ------ | ------ | ------ | ------ | ------ | ------ | ------ | ------ | ------ | ------ | ------ | ------- |
|        | IQFoil       |        |        |        |        |        |        |        |        |        |        |        |        |        |        |         |
|        | Laser radial |        |        |        |        |        |        |        |        |        |        | —      | —      |        |        |         |
|        | 49erFX       |        |        |        |        |        |        |        |        |        |        |        |        |        |        |         |
|        | Sunfish      |        |        |        |        |        |        |        |        |        |        |        |        |        |        |         |
|        | Kites        |        |        |        |        |        |        |        |        |        |        |        |        |        |        |         |

Misto
| Atleta | Evento    | Regata | Regata | Regata | Regata | Regata | Regata | Regata | Regata | Regata | Regata | Regata | Regata | Regata | Total  | Total   |
| Atleta | Evento    | 1      | 2      | 3      | 4      | 5      | 6      | 7      | 8      | 9      | 10     | 11     | 12     | M      | Pontos | Posição |
| ------ | --------- | ------ | ------ | ------ | ------ | ------ | ------ | ------ | ------ | ------ | ------ | ------ | ------ | ------ | ------ | ------- |
|        | Snipe     |        |        |        |        |        |        |        |        |        |        | —      | —      |        |        |         |
|        | Lightning |        |        |        |        |        |        |        |        |        |        | —      | —      |        |        |         |
|        | Nacra 17  |        |        |        |        |        |        |        |        |        |        |        |        |        |        |         |

## Voleibol
Quadra

### Masculino
A Argentina classificou uma equipe masculina (de 12 atletas) após terminar em segundo no Torneio Classificatório da CSV.
Sumário
| Equipe              | Evento    | Fase de grupos       | Fase de grupos       | Fase de grupos       | Fase de grupos | Semifinal            | Final / MB / Po.     | Final / MB / Po. |
| Equipe              | Evento    | Adversário Resultado | Adversário Resultado | Adversário Resultado | Posição        | Adversário Resultado | Adversário Resultado | Posição          |
| ------------------- | --------- | -------------------- | -------------------- | -------------------- | -------------- | -------------------- | -------------------- | ---------------- |
| Argentina masculino | Masculino |                      |                      |                      |                |                      |                      |                  |

### Feminino
A Argentina classificou uma equipe feminina (de 12 atletas)) após vencer o Torneio Classificatório da CSV.
Sumário
| Equipe             | Evento   | Fase de grupos       | Fase de grupos       | Fase de grupos       | Fase de grupos | Semifinal            | Final / MB / Po.     | Final / MB / Po. |
| Equipe             | Evento   | Adversário Resultado | Adversário Resultado | Adversário Resultado | Posição        | Adversário Resultado | Adversário Resultado | Posição          |
| ------------------ | -------- | -------------------- | -------------------- | -------------------- | -------------- | -------------------- | -------------------- | ---------------- |
| Argentina feminino | Feminino |                      |                      |                      |                |                      |                      |                  |